# Dipartimento di R'Kiz
Il dipartimento di R'Kiz è un dipartimento (moughataa) della regione di Trarza in Mauritania con capoluogo R'Kiz.
Il dipartimento comprende 5 comuni:
- R'Kiz
- Boutalhaye
- Lexeiba 2
- Tékane
- Bareina